# Regard de la Roquette
Le regard de la Roquette est un regard, c'est-à-dire un ouvrage permettant l'accès à une canalisation, situé dans le 20e arrondissement de Paris, en France,.

## Description
Le regard prend la forme d'un petit bâtiment en pierre, au toit à deux versants.

## Situation et accès

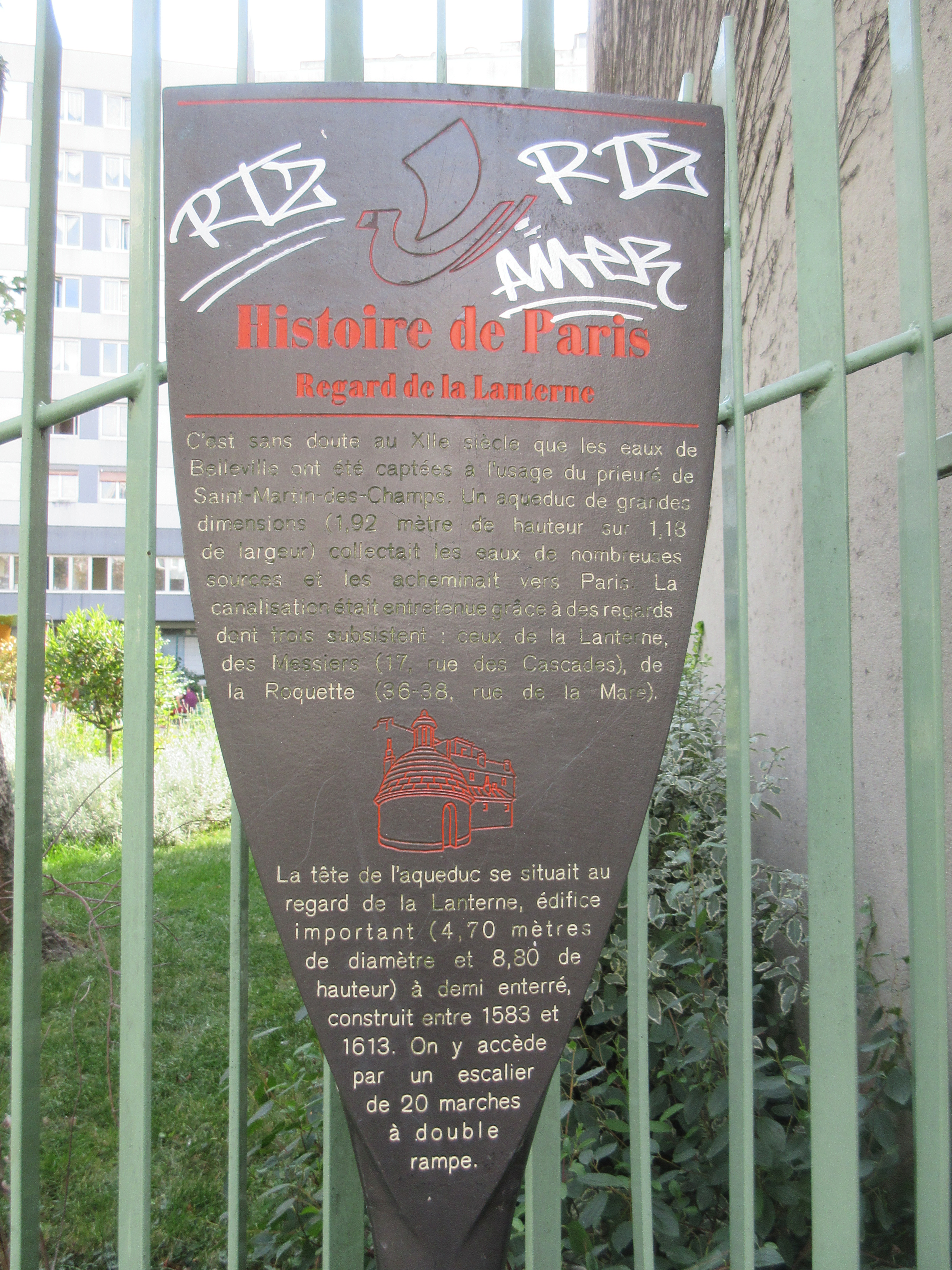
Panneau Histoire de Paris
« Regard de la Lanterne ».

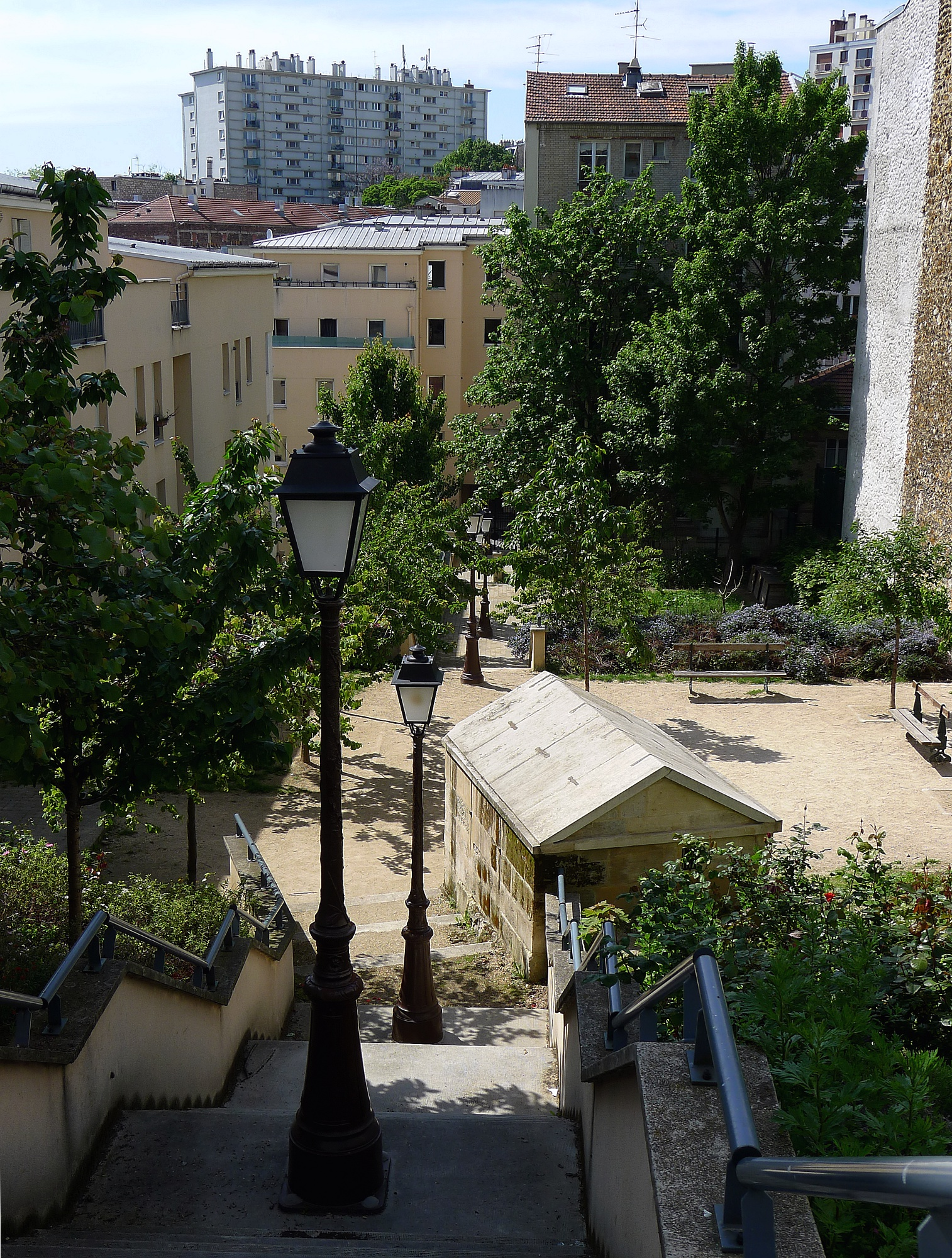
Vue générale montrant la localisation du regard entre la rue de la Mare (en bas) et celle des Cascades (en haut).

Le regard est situé sur une traversée piétonnière accessible uniquement par les locataires de l'OPAC. Il est accessible par le 38, rue de la Mare et par le 41, rue des Cascades, dans le 20e arrondissement de Paris. Il est situé, sur les pentes de la colline de Belleville, sur le terrain entre la rue de la Mare et la rue des Cascades.

## Historique
Le regard est situé sur l'une des sources des anciennes eaux de Belleville, qui descendent de la colline. Le bâtiment actuel est construit dans le second quart du XVIIe siècle afin d'alimenter l'abbaye de la Roquette.
Le regard a été classé monument historique pour la première fois le 6 avril 1929. Cet arrêté a été annulé à la suite du classement des eaux de Belleville le 6 février 2006.